# EEC-avtalet
EEC-avtalet var ett avtal mellan Finland och Europeiska gemenskapen som ingicks 1973 om ömsesidigt avlägsnande av importtullarna på 3½ år eller före den 1 juli 1977. Utanför avtalet stannade bland annat lantbruks- samt vissa kol- och stålprodukter, vilka omfattades av det samtidigt undertecknade avtalet med Europeiska kol- och stålunionen. För den finländska exporten av skogsindustriprodukter (endast papper och tryckalster, inte till exempel timmer eller andra trävaror) stadgades en övergångsperiod med successivt sänkta tullar på tio år, men som motvikt kunde Finland uppföra vissa av sina mindre konkurrenshärdiga branscher på en retarderingslista. Fullständig tullfrihet vid import till Finland uppnåddes enligt avtalet den1 januari 1985. 
Avtalet motarbetades på hemmaplan av stora delar av den politiska vänstern och därtill av Moskva, där man med Leonid Brezjnev i spetsen befarade att det skulle knyta Finland fastare till västlägret. President Urho Kekkonen, som ansåg att det var nödvändigt för Finlands ekonomiska utveckling, erbjöd ryssarna olika eftergifter (bland annat en finländsk omvärdering av synen på vinterkriget) för att få deras godkännande, så som han hade förmått Nikita Chrusjtjov att 1960 acceptera Eftaavtalet. När detta godkännande trots alla ansträngningar uteblev, tog Kekkonen slutligen risken att ge klartecken för avtalets undertecknande. Det var i kraft fram till Finlands inträde i Europeiska unionen vid ingången av 1995. 
Kekkonen betraktades i finländska näringslivskretsar och därtill bland annat av den sittande regeringen som en garant för att avtalet skulle kunna genomdrivas, vilket i sin tur möjliggjorde att han kunde låta sig återväljas genom den så kallade undantagslagen av 1973, som stiftades innan presidenten accepterade att avtalet skulle undertecknas. Avgörandet föregicks av den så kallade Zavidovoaffären. Ekonomiskt sett hade avtalet på grund av olika omständigheter uppenbarligen inte lika stor betydelse som Eftaavtalet.